# Macracanthopus seydeli
Macracanthopus seydeli es una especie de mantis de la familia Mantidae.

## Distribución geográfica
Se encuentra en Angola, Congo y Zimbabue.